# ヤズルカヤ
ヤズルカヤ（トルコ語:  Yazılıkaya「刻文の岩」）は、ヒッタイト帝国の首都であるハットゥシャの聖域であり、現在のトルコのチョルム県にある。

## 概要

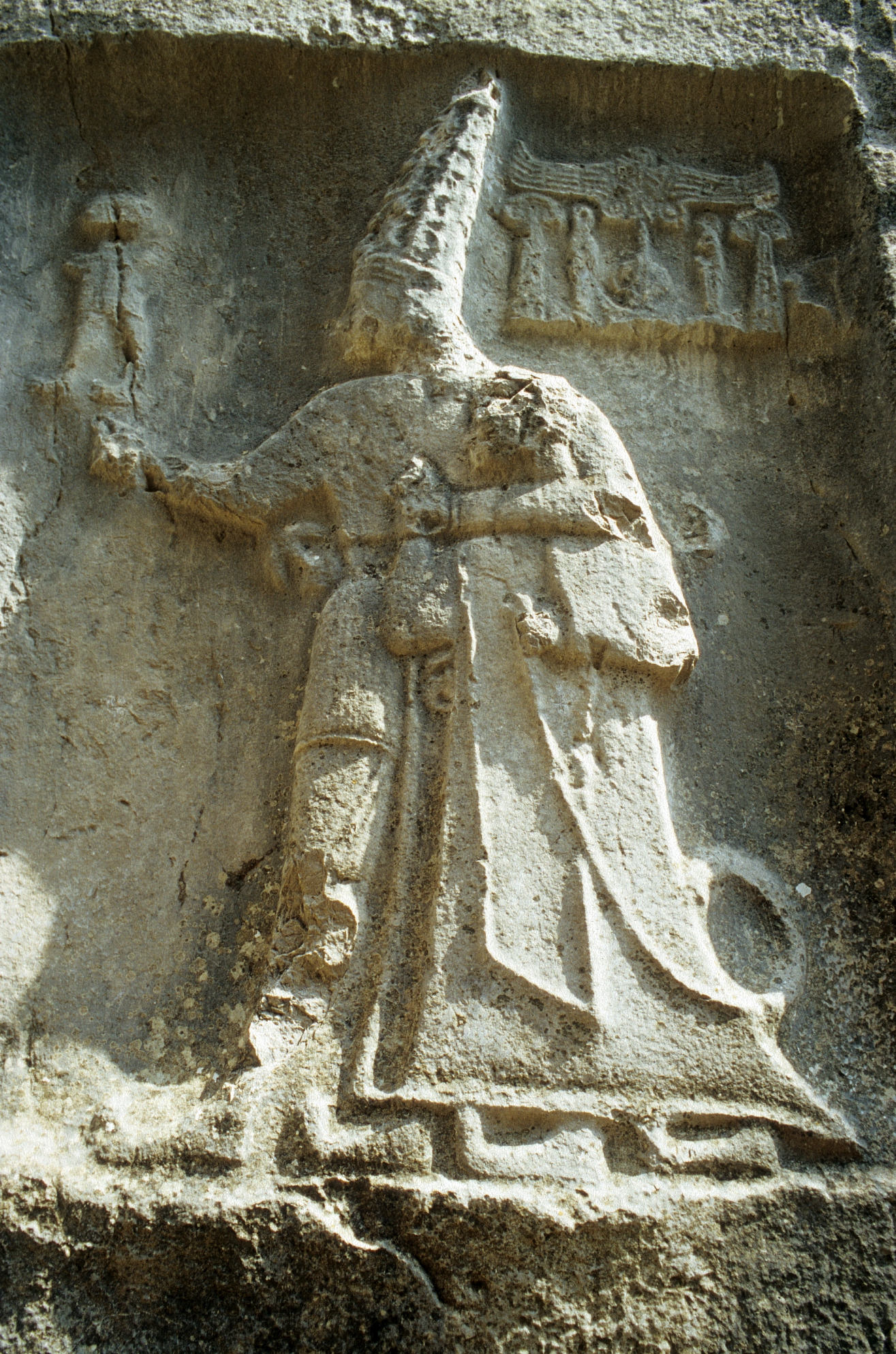
部屋Bの磨崖に刻まれたシャルマ神とトゥドハリヤ4世。紀元前1250-1220年ごろ

ヤズルカヤはヒッタイトの神域であり、ハットゥシャの門から歩いて行ける距離に位置していた。岩石の露頭群の中に形成された2つの主な部屋があった。この屋根のない部屋への出入りは、入口およびその前に設けられた建築物によって制御されていたが、今日では建築物の基礎のみが残る。現代においてもっとも印象的なものは部屋AおよびBの、ヒッタイトの神々を描いた磨崖のレリーフである。この聖域の用途のひとつに新年を祝う祭儀があったかもしれない。ヤズルカヤは遅くとも紀元前16世紀にはすでに使用されていたが、石刻の大部分は紀元前13世紀のヒッタイト王トゥドハリヤ4世およびシュッピルリウマ2世の治世においてであり、この時代にヤズルカヤは大きく修復された。

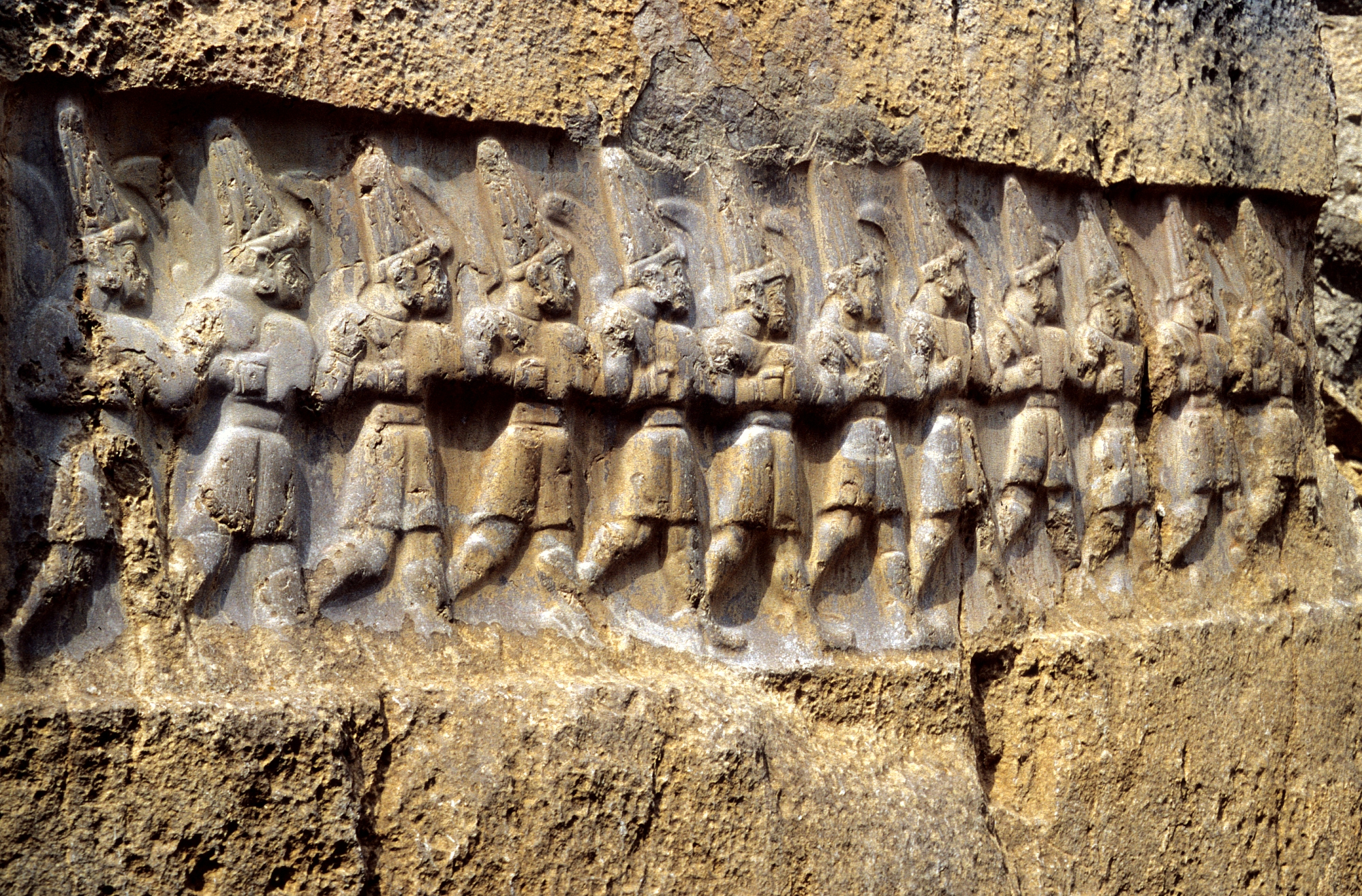
部屋Bのレリーフ。地下の12神を描く

もっとも印象的なのは部屋Aで、64の神々の行列を描いた磨崖のレリーフがある。左の壁には伝統的なキルトと尖った靴、および角のついた帽子を身につけた男性神の行列を表す。山の神々は岩山を象徴する鱗模様のスカートを身につけている。右の壁は王冠と長いスカートを身につけた女神の行列を表す。唯一の例外は愛と戦争の女神であるシャウシュカ（メソポタミアの女神イシュタル・イナンナに相当）であり、ふたりの女性を連れて男性神の行列の側に加わっている。おそらくシャウシュカの戦争の女神としての男性的属性によるものであろう。行列の先は中央にあるヒッタイトの神々のうちの最高神の夫婦（嵐の神であるテシュブと太陽の女神ヘパト）の情景へと続く。テシュプは2柱の山の神の上に立ち、ヘパトはヒョウの上に立っている。ヘパトの後ろには彼らの息子であるシャルマ、娘のアランズ、および孫娘が描かれている。
部屋BはAよりも小さくて狭く、レリーフの数も少ないが、より大きく、保存状態も優れている。この部屋はヒッタイト王トゥドハリヤ4世の霊廟または記念堂の役割を果たしていたかもしれない。
ヒッタイト人が他の文化の神々を自らのパンテオンにどのように同化する習慣があったかについて、ヤズルカヤにその証拠が残っていることに注目するのは魅力的である。メソポタミアの知恵の神エア（エンキ）が男性神の行列の中に見られ、またテシュブは元々フルリ人の神であったものが、ヒッタイトの嵐の神と習合したものである。ヘパトの本来の配偶者は彼女とテシュブの間の息子（シャルマ）に変えられた。後にヘパトはハッティ人の太陽の女神アリンナと習合した。ヒッタイト王ハットゥシリ3世の妃であるプドゥヘパはフルリ人の神官の娘であり、彼女がヒッタイトの信仰にフルリ人の影響を増大させる役割を果したと考えられている。

## アナトリア象形文字

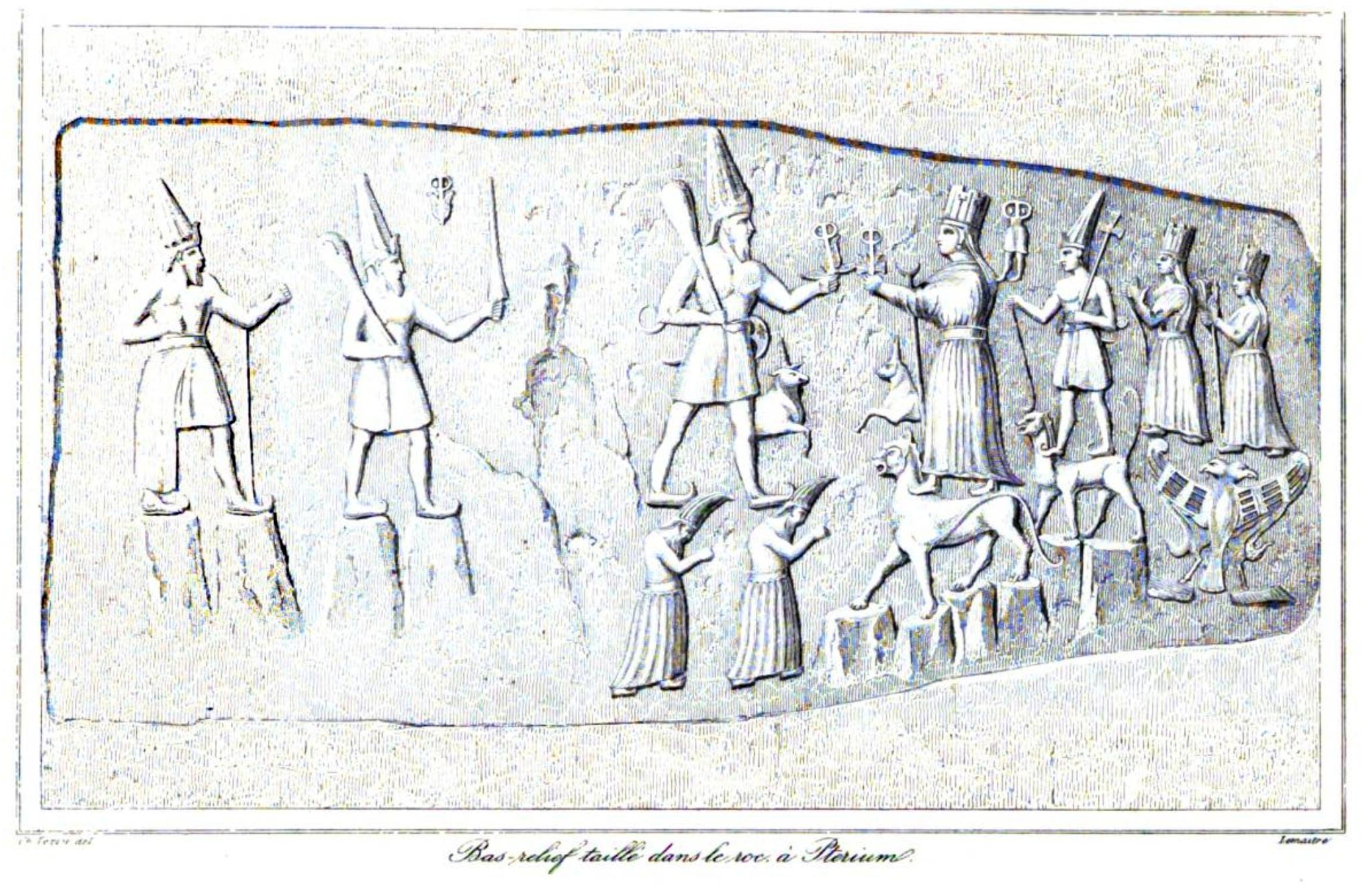
テクシエの本に見られるヤズルカヤのレリーフ

ヤズルカヤはまた、アナトリア象形文字の初期の解読において重要な役割を果たした。1834年にフランスの旅行家シャルル・テクシエがヤズルカヤを訪れて『小アジア旅行記』（全3巻、1839-1848）において挿絵入りで紹介し、ヨーロッパにヤズルカヤが知られるようになった。アーチボルド・セイスは神々の行列の刻文がしばしば特定の文字からはじまっていることに注目し、これが神を意味する限定符であることを指摘した。
アナトリア象形文字は原則としてルウィ語を書くのに用いられるが、ヤズルカヤの刻文ではフルリ語の神々の名を表記している点で例外的である。